# Райт, Скотт (футболист)
Скотт Райт (англ. Scott Wright; род. 8 августа 1997, Балмеди) — шотландский футболист, полузащитник английского клуба «Бирмингем Сити». 

## Клубная карьера
Райт — воспитанник клуба «Абердин». 3 июля 2014 года в отборочном поединке Лиги Европы против латвийской «Даугавы» Скотт дебютировал за основной состав. 24 мая 2015 года в матче против «Сент-Джонстона» он дебютировал в шотландской Премьер-лиге. 21 мая 2017 года в поединке против «Партик Тисл» Скотт забил свой первый гол за «Абердин». В начале 2019 года для получения игровой практики Райт на правах аренды перешёл в «Данди». 2 февраля в матче против «Гамильтон Академикал» он дебютировал за новую команду. В этом же поединке Скотт забил свой первый гол за «Данди». По окончании аренды Райт вернулся в «Абердин». 
В начале 2021 года Райт перешёл в «Рейнджерс». 7 февраля в матче против «Гамильтон Академикал» он дебютировал за новую команду. 21 апреля в поединке против «Сент-Джонстона» Скотт забил свой первый гол за «Рейнджерс». В своём дебютном сезоне он помог клубу выиграть чемпионат. В 2022 году Райт помог клубу выйти в финал Лиги Европы, забив в матче против лионского «Олимпика».
30 августа 2024 года перешёл в английский «Бирмингем Сити», подписав трёхлетний контракт до середины 2027 года. 31 августа дебютировал за клуб в домашнем матче Лиги 1 против «Уигана». Райт появился на замену вместо Люка Харриса на 52-й минуте, а в конце матча на 91-й минуте забил победный гол. 

## Карьера в сборной
В 2014 году в составе юношеской сборной Шотландии Райт принял участие в юношеском чемпионате Европы на Мальте. На турнире он сыграл в матчах против команд Португалии, Германии, Швейцарии и Нидерландов. В поединке против немцев Скотт забил гол.

## Достижения
Клубные
 «Рейнджерс»
- Победитель шотландской Премьер-лиги — 2020/2021
- Финалист Лиги Европы — 2021/2022